# パウラ・カレンベルク
パウラ・カレンベルク（Paula Kalenberg、1986年11月9日 - ）は、ドイツの女優。

## 出演作品
- クラバート 闇の魔法学校
- みえない雲（ハンナ）
- スターファイター 未亡人製造機と呼ばれたF-104 Starfighter – Sie wollten den Himmel erobern (2015)